# McCartney III
| Recensione           | Giudizio |
| -------------------- | -------- |
| AllMusic             | [ 1 ]    |
| The A.V. Club        | B        |
| Entertainment Weekly | B        |
| The Guardian         | [ 4 ]    |
| Rolling Stone        | [ 5 ]    |
| The Telegraph        | [ 6 ]    |
| The Times            | [ 7 ]    |
| Rumore               | 78/100   |

McCartney III è un album solista di Paul McCartney, pubblicato il 18 dicembre 2020 dalla Capitol Records. È la continuazione dei suoi due album, McCartney (1970) e McCartney II (1980). Come in quei dischi, anche in McCartney III Paul McCartney ha scritto e prodotto tutte le canzoni e ha suonato tutti gli strumenti.
L'album ha raggiunto la prima posizione nella classifica inglese, risultato che il musicista non otteneva dal 1989.

## Descrizione
McCartney III è stato registrato all'inizio del 2020 nel Sussex, in Inghilterra, a casa di McCartney, mentre era bloccato in casa durante la pandemia di COVID-19. Descrivendo il processo di registrazione dell'album, McCartney ha detto: "Ogni giorno iniziavo a registrare con lo strumento su cui ho scritto la canzone e poi gradualmente sovrapponevo il tutto; è stato molto divertente. Si trattava di fare musica per te stesso piuttosto che fare musica perché devi fare un lavoro. Quindi, ho fatto solo cose che immaginavo di fare. Non avevo idea che sarebbe diventato un album".
Come i precedenti album eponimi McCartney e McCartney II, il lavoro strumentale è interamente registrato dallo stesso McCartney.
Il 16 ottobre 2020, i teaser per l'album hanno iniziato ad apparire su Spotify con animazioni sull'artwork di McCartney e McCartney II che mostravano un dado con tre semi rivolti verso l'alto. La settimana successiva, l'account Twitter di Paul McCartney ha iniziato a pubblicare foto 33 minuti dopo l'ora con un motivo ricorrente del numero tre. Il 21 ottobre, i canali dei social media di McCartney hanno annunciato ufficialmente la prossima uscita dell'album per l'11 dicembre. Il 19 novembre è stato annunciato che a causa di ritardi di produzione imprevedibili, la data di uscita dell'album sarebbe stata spostata avanti di una settimana, al 18 dicembre.
La copertina dell’album è stata interamente disegnata dall’artista Ed Ruscha. Quasi tre anni dopo l'uscita dell’album, nel novembre 2023, Ruscha si è dedicato alla realizzazione della copertina del nuovo singolo dei The Beatles, Now and Then.

## Promozione
A partire dal 4 dicembre 2020, McCartney invia tramite la sua pagina Facebook il primo post di una serie di 12 post giornalieri che svelano i titoli di ciascuno degli 11 nuovi brani del suo nuovo album attraverso murales dipinti in 12 diverse città in tutto il mondo. Ogni murale mostra il titolo di una nuova traccia, un estratto dalla sua colonna sonora e dal suo autore (Paul McCartney) insieme al titolo dell'album e alla sua data di uscita.

## Tracce
Standard edition
Testi e musiche di Paul McCartney.
1. Long Tailed Winter Bird – 5:16
2. Find My Way – 3:54
3. Pretty Boys – 3:00
4. Women and Wives – 2:52
5. Lavatory Lil – 2:22
6. Deep Deep Feeling – 8:25
7. Slidin' – 3:23
8. The Kiss of Venus – 3:06
9. Seize the Day – 3:20
10. Deep Down – 5:52
11. Winter Bird / When Winter Comes – 3:12

Durata totale: 44:42

## Formazione[12]
- Paul McCartney – voce, chitarra elettrica e acustica, basso, contrabbasso, pianoforte, clavicembalo, mellotron, organo a pompa, Fender Rhodes, sintetizzatore, piano elettrico Wurlitzer, batteria, percussioni, flauto, produzione
- Rusty Anderson – chitarra elettrica (traccia 7)[13]
- Abe Laboriel Jr. – batteria (traccia 7)[13]

## Classifiche

### Classifiche settimanali
| Classifica (2020-21) | Posizione massima |
| -------------------- | ----------------- |
| Argentina            | 9                 |
| Australia            | 6                 |
| Austria              | 2                 |
| Belgio (Fiandre)     | 5                 |
| Belgio (Vallonia)    | 8                 |
| Canada               | 7                 |
| Croazia              | 6                 |
| Danimarca            | 9                 |
| Finlandia            | 4                 |
| Francia              | 17                |
| Germania             | 1                 |
| Giappone             | 5                 |
| Grecia               | 14                |
| Irlanda              | 14                |
| Italia               | 10                |
| Norvegia             | 6                 |
| Nuova Zelanda        | 28                |
| Paesi Bassi          | 1                 |
| Portogallo           | 4                 |
| Regno Unito          | 1                 |
| Repubblica Ceca      | 11                |
| Slovacchia           | 65                |
| Stati Uniti          | 1                 |
| Svezia               | 2                 |
| Ungheria             | 26                |

### Classifiche di fine anno
| Classifica (2020) | Posizione |
| ----------------- | --------- |
| Francia           | 191       |
| Classifica (2021) | Posizione |
| Belgio (Vallonia) | 181       |
| Germania          | 41        |
| Svizzera          | 43        |